# Free as a Bird (EP)
Free as a Bird è il 15° EP dei Beatles pubblicato nel 1995. Alcune delle tracce provengono dall'Anthology 1.

## Tracce
1. Free as a Bird (Lennon, con il contributo di Harrison-McCartney-Starkey)
2. I Saw Her Standing There (Take 9) (Lennon-McCartney)
3. This Boy (Takes 12 - 13) (Lennon-McCartney)
4. Christmas Time (Is Here Again) (Harrison-Lennon-McCartney-Starkey)[1]

## Formazione
- George Harrison: seconda voce in This Boy e in Free as a Bird, chitarra solista, chitarra ritmica acustica e ukulele in Free As a Bird
- John Lennon: voce, seconda voce in I Saw Her Standing There, chitarra ritmica, pianoforte Free As A Bird
- Paul McCartney: voce in I Saw Her Standing There, seconda voce in This Boy e Free As A Bird , basso elettrico, pianoforte e chitarra ritmica acustica in Free As A Bird
- Ringo Starr: batteria, percussioni, cori in Free As A Bird